# Strzępotek hero
Strzępotek hero (Coenonympha hero) – gatunek motyla dziennego z rodziny rusałkowatych (Nymphalidae).

## Wygląd
Niewielkich rozmiarów motyl o rozpiętości skrzydeł 30–34 mm. Słabo zaznaczony dymorfizm płciowy; na wierzchu przedniego skrzydła samicy 1–2 niewielkie oczka, u samców najczęściej oczek brak lub jeżeli występuje, to maksymalnie jedno. Na tylnych skrzydłach obu płci z wierzchu 3–4 większe oczka, na spodzie rząd 6–7 oczek w szerokich, pomarańczowych obwódkach, do których od wewnątrz przylega biała, zębata plama.
Pomarańczowa obwódka okalająca rząd plamek na spodzie tylnego skrzydła jest cechą odróżniającą strzępotka hero od innych gatunków z rodzaju Coenonympha.

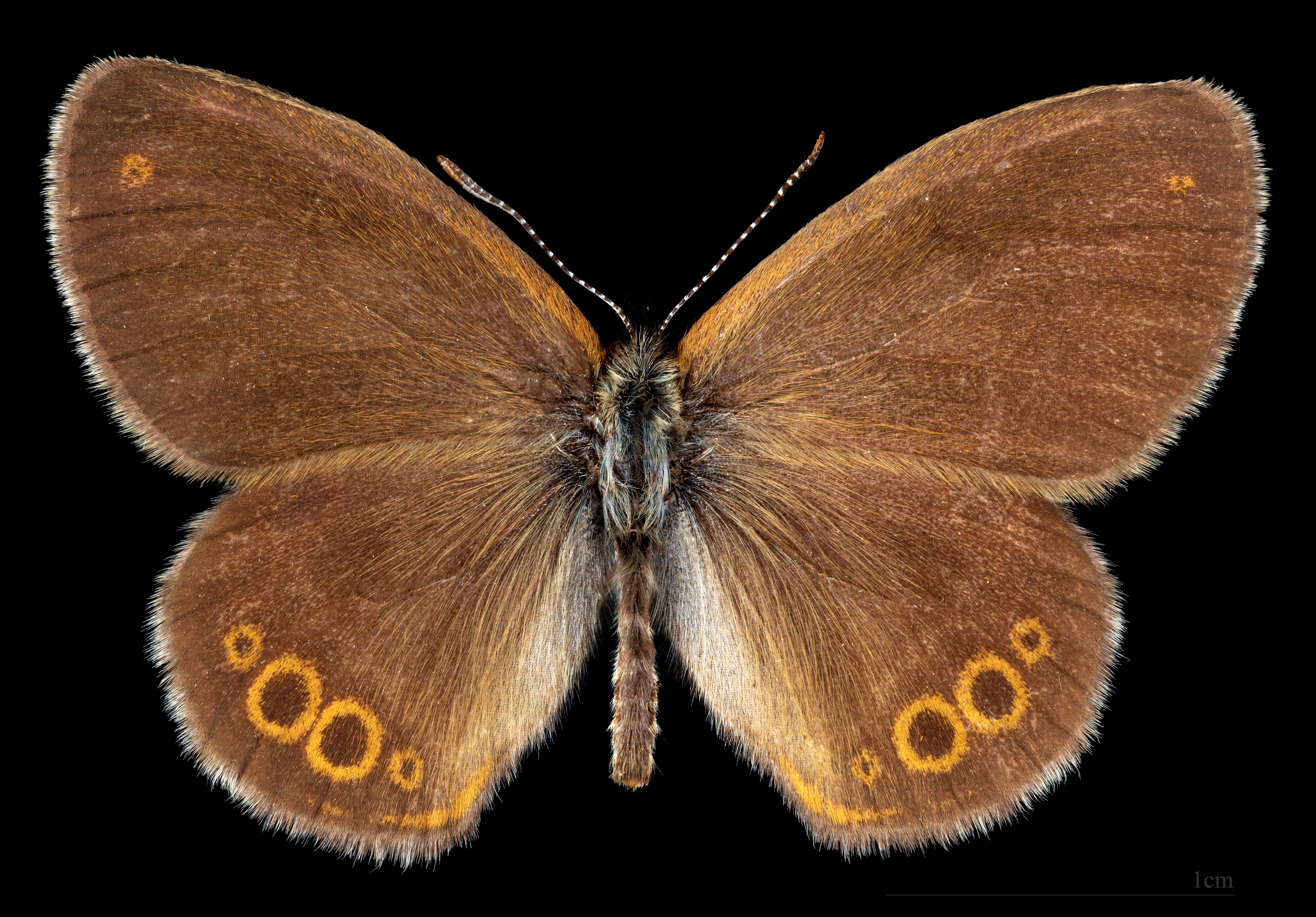
Coenonympha hero ♂
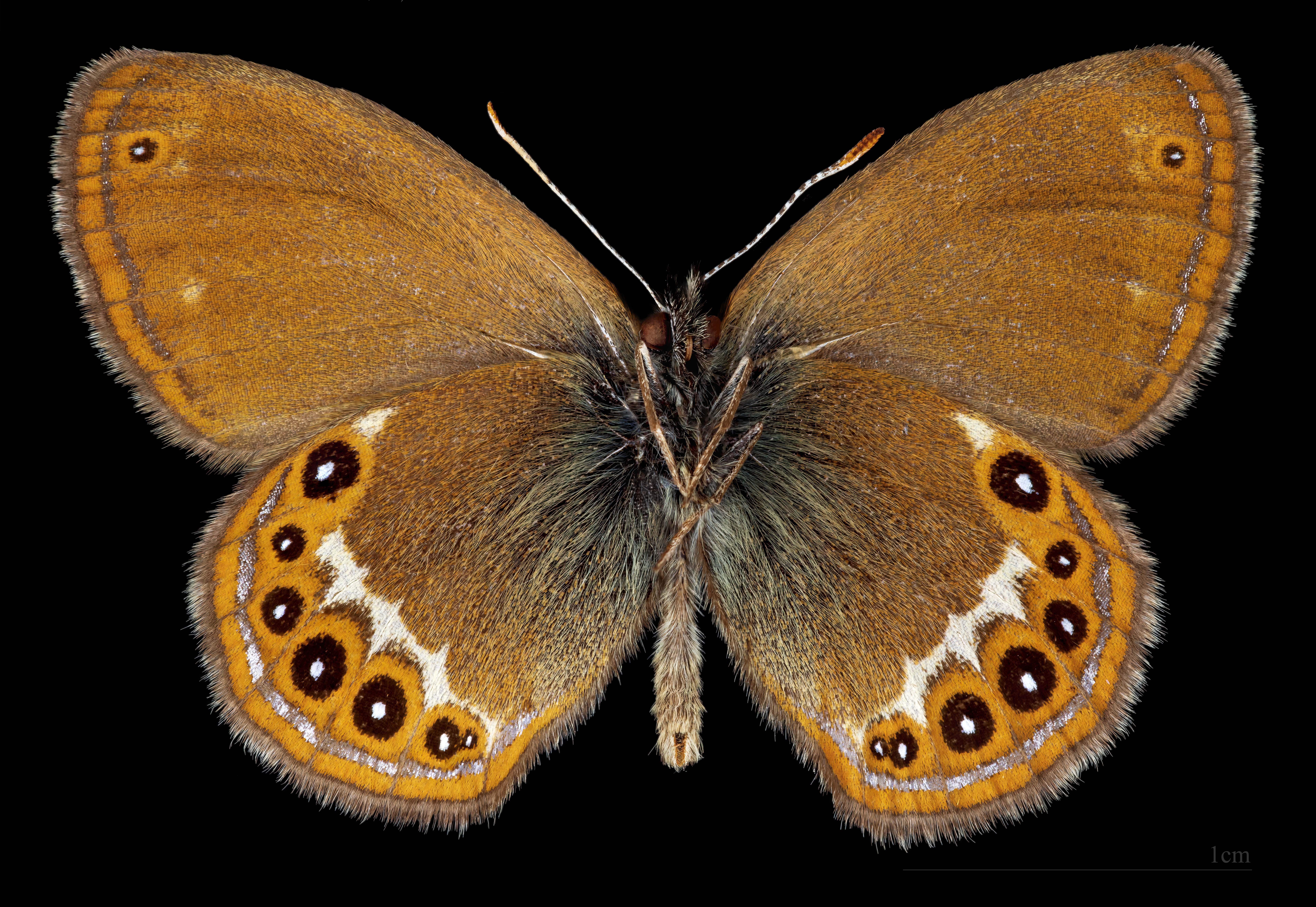
Coenonympha hero ♂△

## Biologia i rozwój
Jaja składane są pojedynczo na ściółkę, wśród roślin pokarmowych gąsienic, do których należą różne gatunki traw między innymi: śmiałek darniowy, trzcinnik piaskowy, kłosownica leśna czy perz psi. Motyl zimuje w stadium gąsienicy, która wczesną wiosną wznawia żerowanie. Stadium poczwarki trwa 2–3 tygodnie. Postaci dorosłe pojawiają się od połowy maja do początku lipca.

## Siedlisko
Polany w wilgotnych lasach liściastych, podmokłe łąki, strefy ekotonowe między lasem  i torfowiskiem, zarastające torfowiska niskie.

## Rozmieszczenie geograficzne
Gatunek eurosyberyjski, w Europie zachodniej i środkowej występuje wyspowo. W Polsce lokalnie w południowej i wschodniej części kraju.

## Zagrożenie i ochrona
Wymarły w krajach Beneluksu, Danii, Szwajcarii i Czechach. W pozostałych krajach Europy zachodniej i środkowej notuje się spadek liczby i liczebności populacji; w Niemczech i na Ukrainie o ponad 30%, we Francji, Austrii, Polsce, Litwie, Łotwie, Szwecji i Norwegii spadek wynosi od 6% do 30%. W Polsce wyginął na zachodzie kraju. Przyczyną ustępowania gatunku jest melioracja, intensyfikacja rolnictwa, unowocześnienie gospodarki leśnej i na terenach łąkowych.
Gatunek zamieszczony w załączniku IV dyrektywy siedliskowej oraz załączniku II konwencji berneńskiej. IUCN w swojej Czerwonej księdze gatunków zagrożonych klasyfikuje strzępotka hero ze statusem VU – narażony. W Polsce gatunek objęty ochroną ścisłą.